# Municipio de Flora (Kansas)
El municipio de Flora (en inglés: Flora Township) es un municipio ubicado en el condado de Dickinson en el estado estadounidense de Kansas. En el año 2010 tenía una población de 217 habitantes y una densidad poblacional de 2,33 personas por km².

## Geografía
El municipio de Flora se encuentra ubicado en las coordenadas 39°5′4″N 97°18′51″O / 39.08444, -97.31417. Según la Oficina del Censo de los Estados Unidos, el municipio tiene una superficie total de 93.14 km², de la cual 92,67 km² corresponden a tierra firme y (0,5 %) 0,47 km² es agua.

## Demografía
Según el censo de 2010, había 217 personas residiendo en el municipio de Flora. La densidad de población era de 2,33 hab./km². De los 217 habitantes, el municipio de Flora estaba compuesto por el 87,56 % blancos, el 1,84 % eran amerindios, el 0,46 % eran asiáticos, el 6,45 % eran de otras razas y el 3,69 % eran de una mezcla de razas. Del total de la población el 7,37 % eran hispanos o latinos de cualquier raza.